# 北見駅
北見駅（きたみえき）は、北海道北見市大通西1丁目にある、北海道旅客鉄道（JR北海道）・日本貨物鉄道（JR貨物）石北本線の駅である。電報略号はキミ。事務管理コードは▲122528。駅番号はA60。全ての旅客列車が停車する。

## 歴史
- 1911年（明治44年）
  - 7月8日：野付牛機関庫設置。

昭和初期の野付牛駅

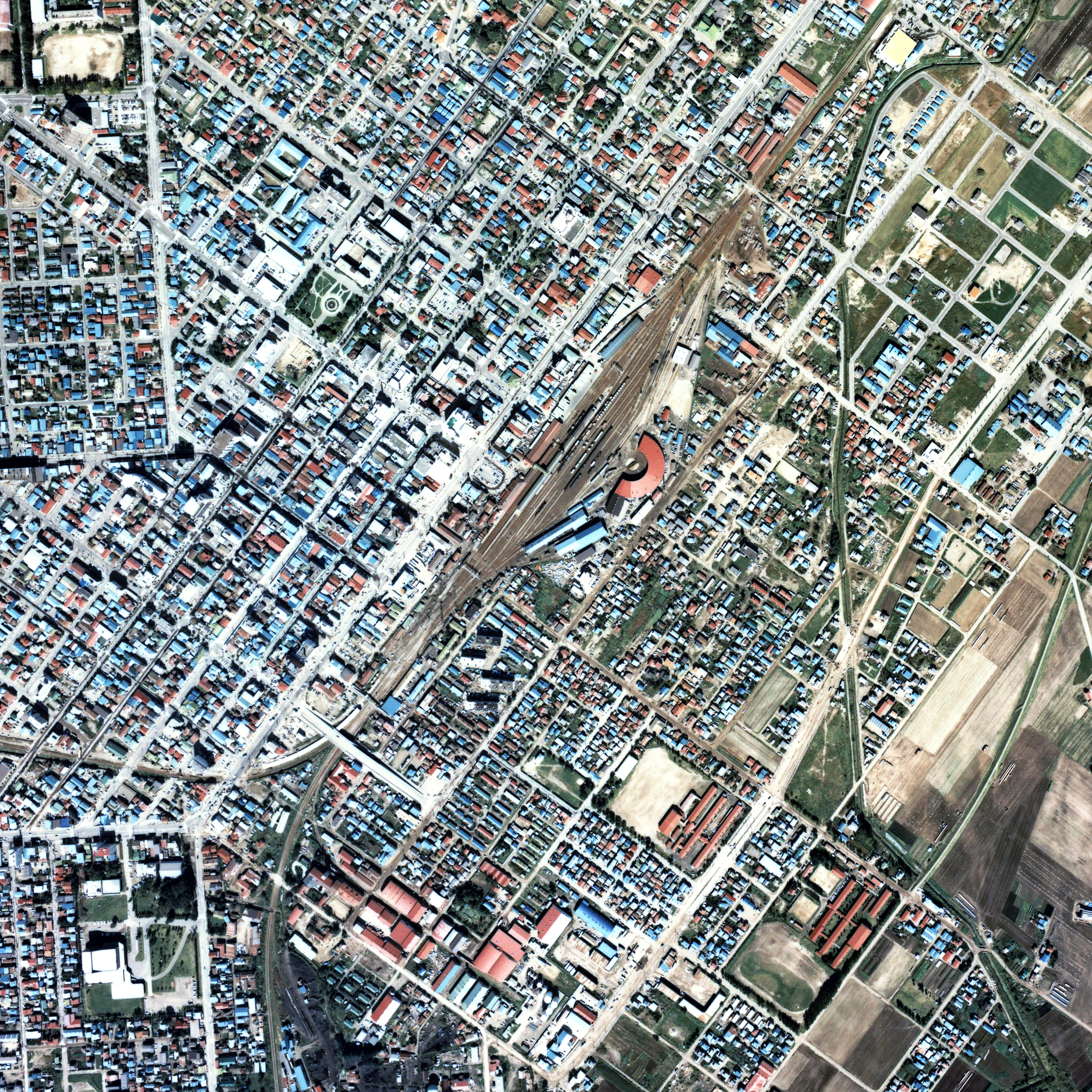
1977年の北見駅と周囲約1.5km範囲。右上が石北本線網走方面。左下は、左へ石北本線遠軽方面、下へ池北線池田方面。

  - 9月25日：鉄道院網走線（後の網走本線）が淕別駅から延伸、終着駅の野付牛駅（のっけうしえき）として開業[5][6]。一般駅。
- 1912年（大正元年）
  - 10月5日：網走線が当駅から網走駅（初代）まで延伸[7]。
  - 11月18日：湧別軽便線（後の留辺蘂軽便線、湧別線）が留辺蘂駅まで開業[8]。
  - 跨線橋設置[9]。
- 1913年（大正2年）6月2日：野付牛機関庫設置（北海道鉄道管理局の事務上制定）。
- 1921年（大正10年）：駅舎改築[新聞 1]。
- 1932年（昭和7年）10月1日：湧別線の一部が石北線に編入され、当駅は網走本線と石北線の接続駅となる[6]。
- 1933年（昭和8年）11月30日：北聯（現・ホクレン農業協同組合連合会）野付牛薄荷工場竣工。専用線使用開始。
- 1937年（昭和12年）：日清製粉野付牛工場竣工[10]。専用線使用開始?[注釈 1]。
- 1940年（昭和15年）4月：軍需工場として馬鈴薯を利用したガソリン代替燃料アルコール製造の野付牛酒精工場が操業開始[11]。専用線0.6㎞[注釈 2]。
- 1942年（昭和17年）10月1日：市制施行を機に、北見駅に改称[6]。野付牛機関区も北見機関区に改称。
- 1949年（昭和24年）6月1日：日本国有鉄道（国鉄）に移管。
- 1950年（昭和25年）2月1日：北見客貨車区設置。
- 1951年（昭和26年）6月：北見酒精工場閉鎖に伴い専用線使用停止[11]。
- 1953年（昭和28年）12月：旧・北見酒精工場を利用して北見林産興業がパルプ工場(後の北見パルプ北見工場)竣工。専用線も再使用[11][注釈 3]。
- 1954年（昭和29年）8月12日：昭和天皇、香淳皇后が北見市に行幸啓。翌日にかけてお召し列車が発着[12]。
- 1961年（昭和36年）4月1日：網走本線が分割され、当駅は石北本線と池北線の接続駅となる[6]。
- 1968年（昭和43年）10月1日：みどりの窓口設置[13]。
- 1977年（昭和52年）9月18日：日本初の地下化による連続立体交差事業が完成（北見トンネルの開通）[14][15]。
- 1981年（昭和56年）7月16日：構内を横断する地下道が完成。
- 1983年（昭和58年）10月1日：鉄筋コンクリート造2階建ての駅舎に改築[新聞 1]。
- 1986年（昭和61年）11月1日：荷物・貨物の取扱を廃止（旅客駅となる）[16]。北見コンテナセンターが設置され、自動車代行輸送を開始[16]。
- 1987年（昭和62年）
  - 3月31日：駅における貨物の取扱を再開（一般駅に戻る）[16]。秋・冬季のみ貨物列車が運行されるようになる。
  - 4月1日：国鉄分割民営化により北海道旅客鉄道（JR北海道）・日本貨物鉄道（JR貨物）の駅となる[6]。また、北見コンテナセンターはJR貨物が継承。
- 1989年（平成元年）
  - 3月18日：駅舎の隣に鉄骨2階建ての建物を増築し、アサヒビール園北見店を開店[17][18]。
  - 6月4日：池北線が北海道ちほく高原鉄道ふるさと銀河線に転換[1]。
- 1995年（平成7年）
  - 2月28日：アサヒビール園北見店が閉店[18]。
  - 10月30日：旧アサヒビール園北見店跡に北海道ちほく高原鉄道の本社が移転し、業務開始[19]。
- 2000年（平成12年）12月2日：駅南北を結ぶプロムナード（中央プロムナード）が開通[20]。
- 2006年（平成18年）
  - 4月1日：北見コンテナセンターが廃止され、北見駅に編入。
  - 4月21日：北海道ちほく高原鉄道ふるさと銀河線廃止。
- 2017年（平成29年）3月18日：ツインクルプラザ（旅行センター）が閉店[新聞 2]。
- 2022年（令和4年）度：話せる券売機を設置[JR北 1]。

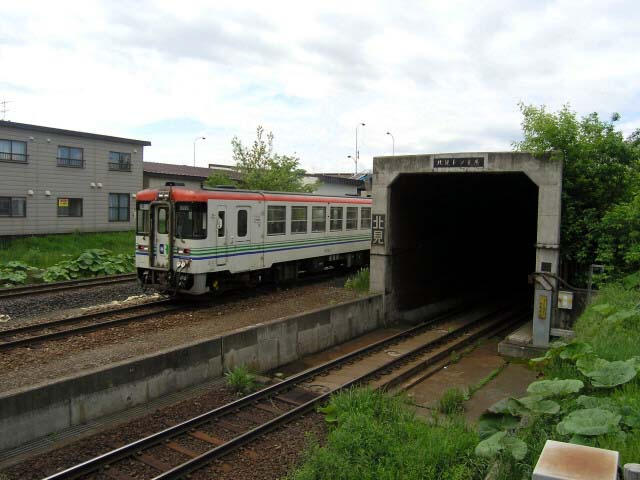
北見トンネル 北見駅側（2004年6月）

## 駅構造

### 北海道旅客鉄道（JR北海道）
駅舎側に面した単式ホーム1面1線（1番のりば）、島式ホーム1面2線（2・3番のりば）、計2面3線のホームを有する地上駅。ホーム間の移動は跨線橋を使用する。ホームのない側線も2線有する。
終日社員配置駅。みどりの窓口・話せる券売機・待合所・キヨスク（北海道四季彩館）・駅レンタカー事務所設置。以前は立ち食いそば・うどん店があり駅弁も販売していたが、2007年（平成19年）8月に閉店した。
駅の西北見方は地下トンネル、柏陽方は高架線で立体交差化されており、それに挟まれる位置に立地する。西北見側には北見運転所があり、車両留置などが行われる。

#### のりば
| 番線  | 路線      | 方向 | 行先               | 備考      |
| ----- | --------- | ---- | ------------------ | --------- |
| 1 - 3 | ■石北本線 | 上り | 遠軽・旭川方面     | 主に1番線 |
| 1 - 3 | ■石北本線 | 下り | 網走・知床斜里方面 | 主に1番線 |

かつては、島式ホーム現3番のりばの遠軽方を切り欠いた切欠きホーム1線（旧3番のりば）があり、ふるさと銀河線の列車が発着していた。銀河線廃止後は撤去され、旧4番のりばが現在の3番のりばとなっている。

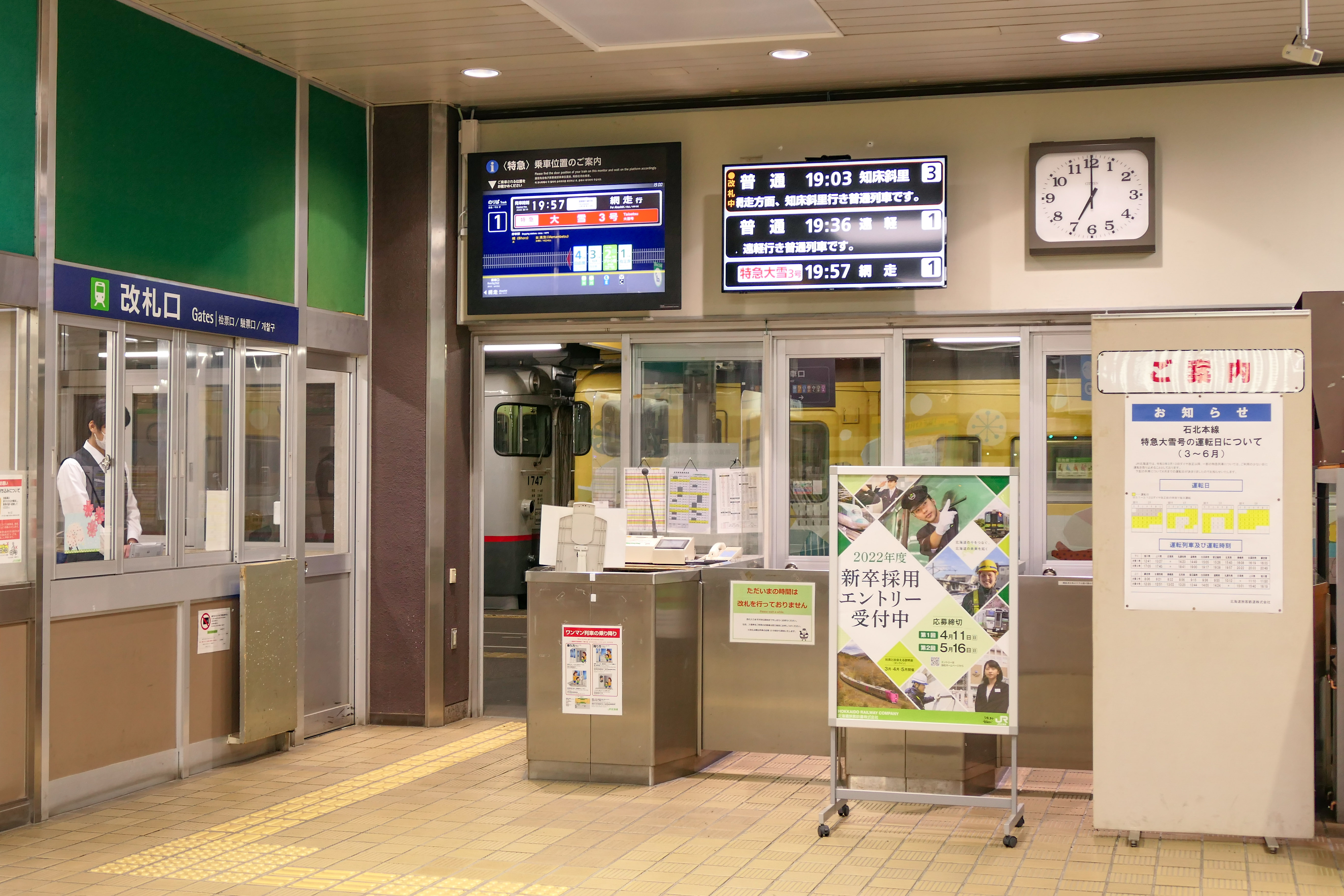
改札口（2021年5月）
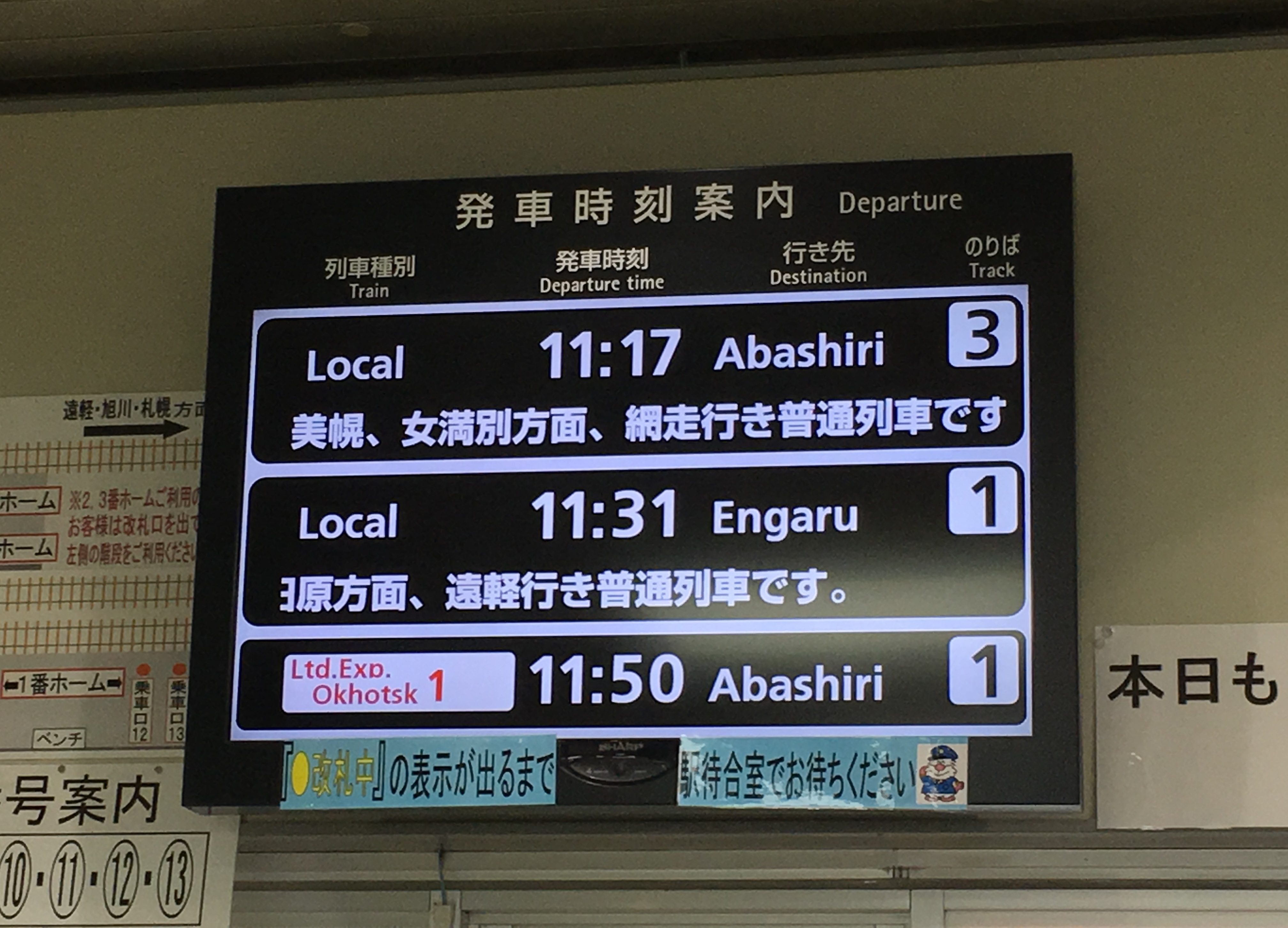
発車標 英語表示の他、先発・次発列車は停車駅の案内が流れる。 （2016年5月）
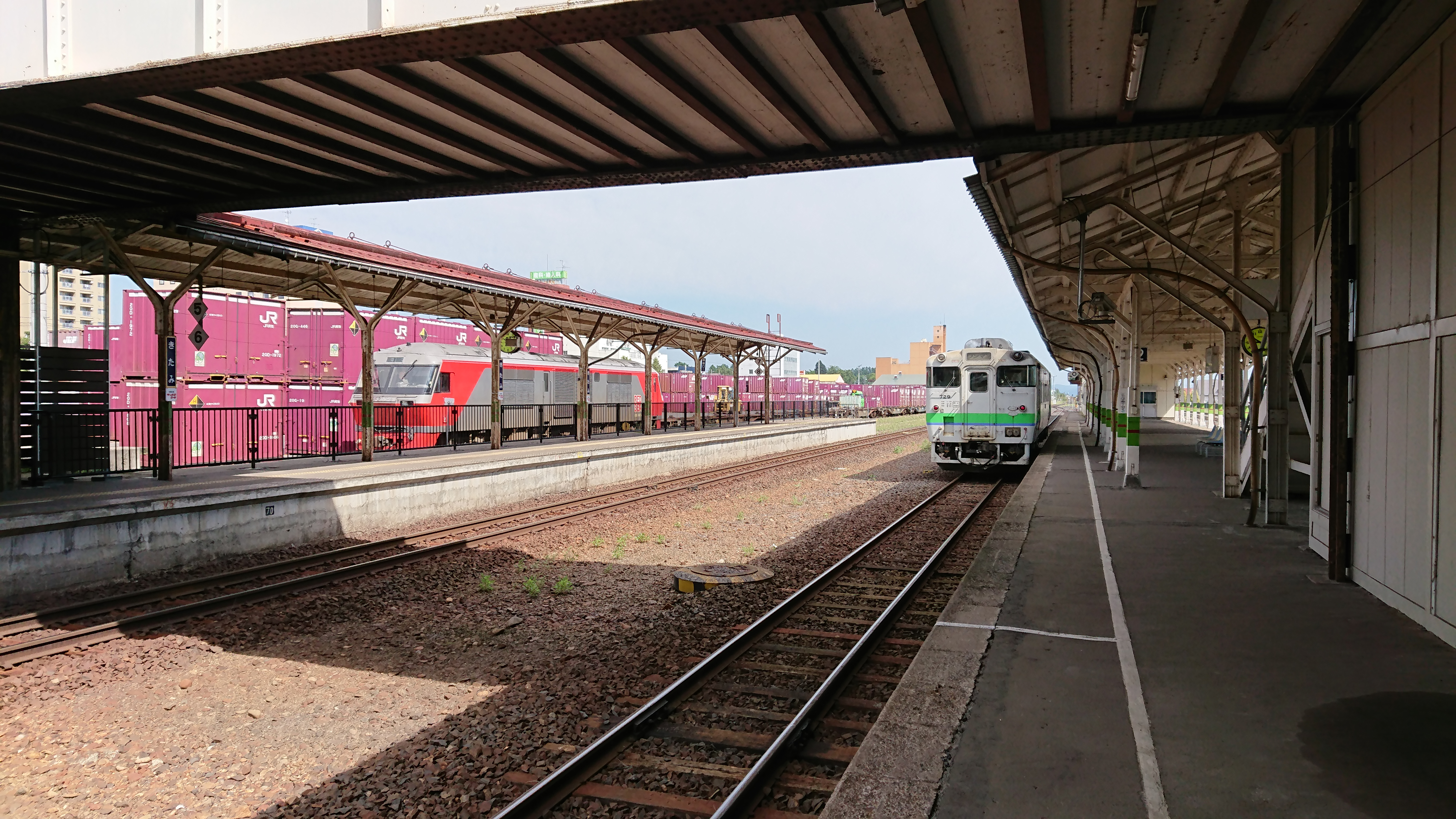
ホーム 奥には貨物駅がある。 （2020年9月）
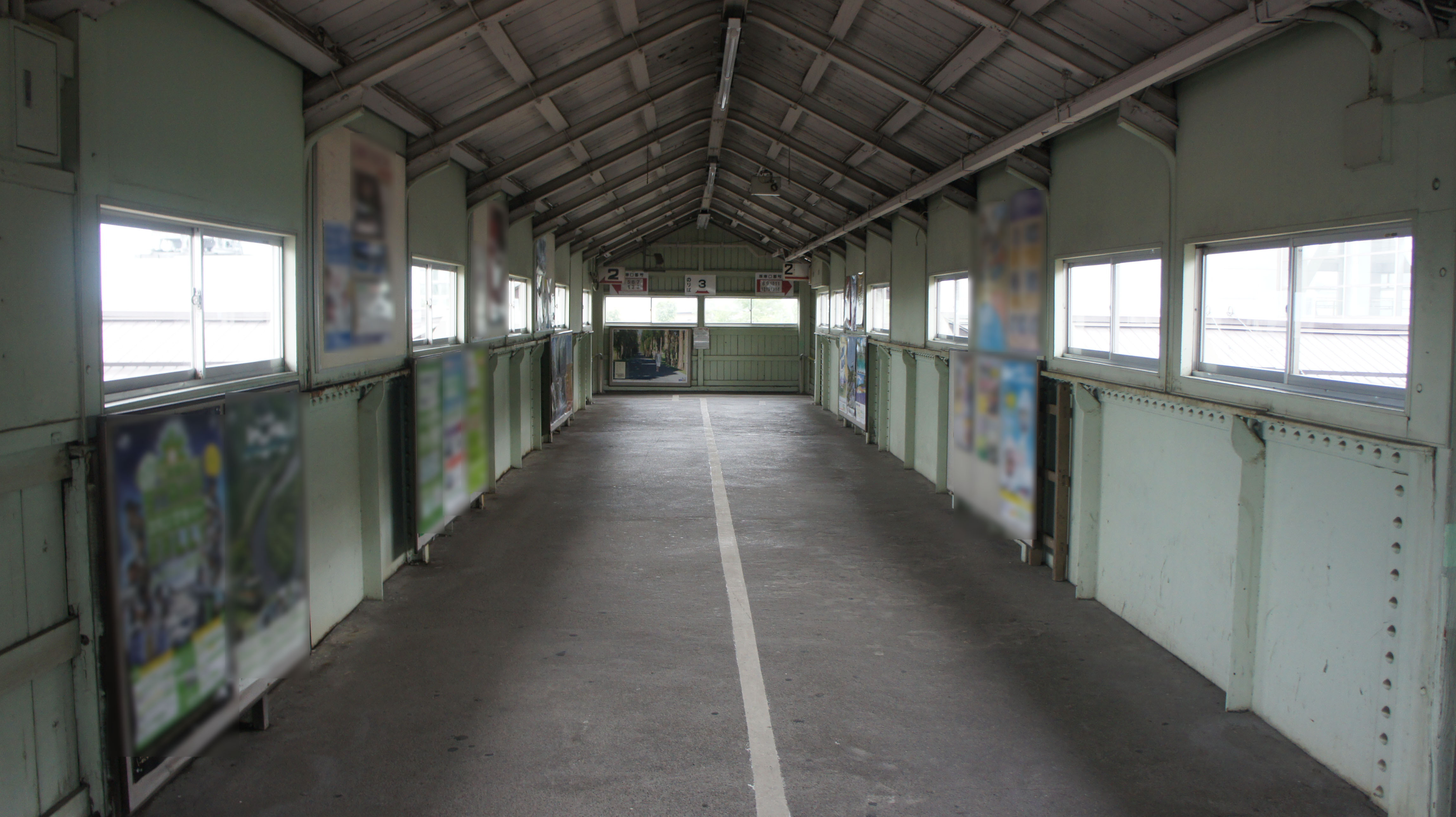
跨線橋（2018年7月）
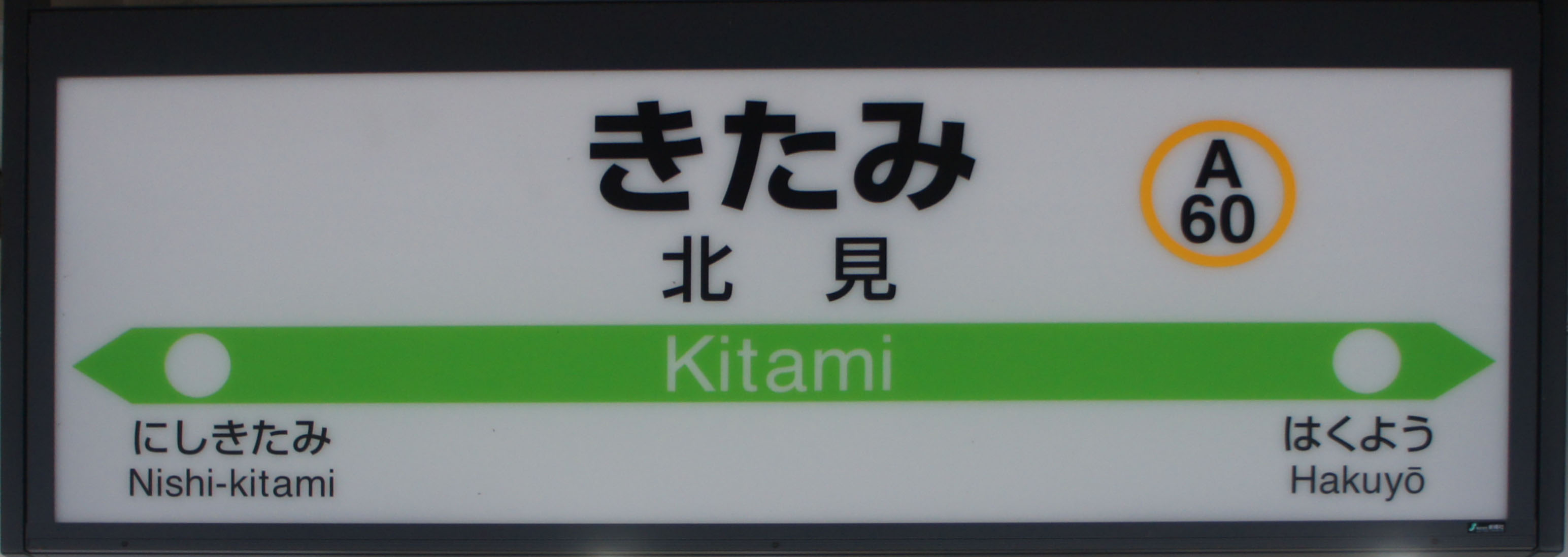
駅名標（2018年7月）
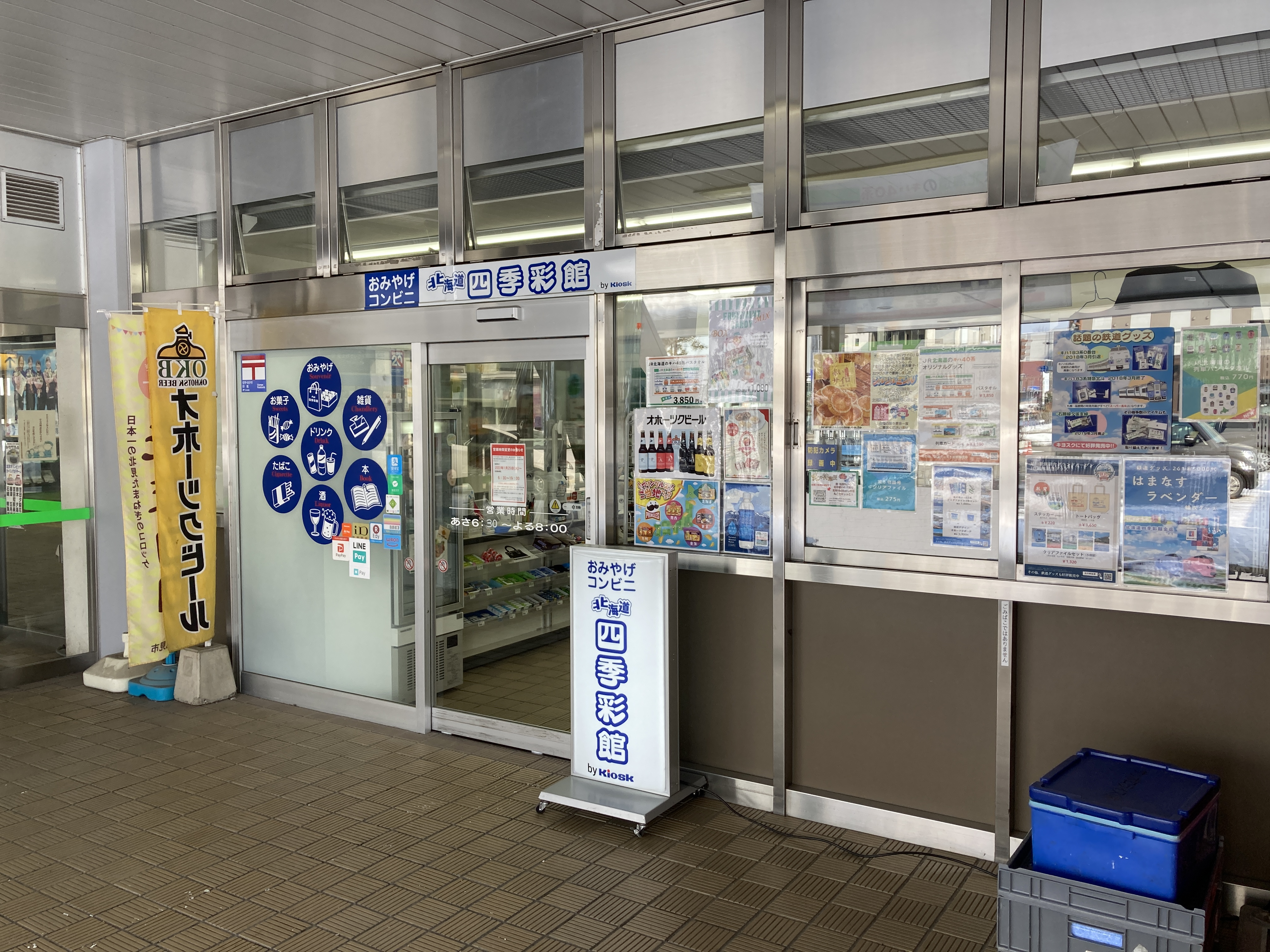
キヨスク北海道四季彩館北見店（2022年2月）
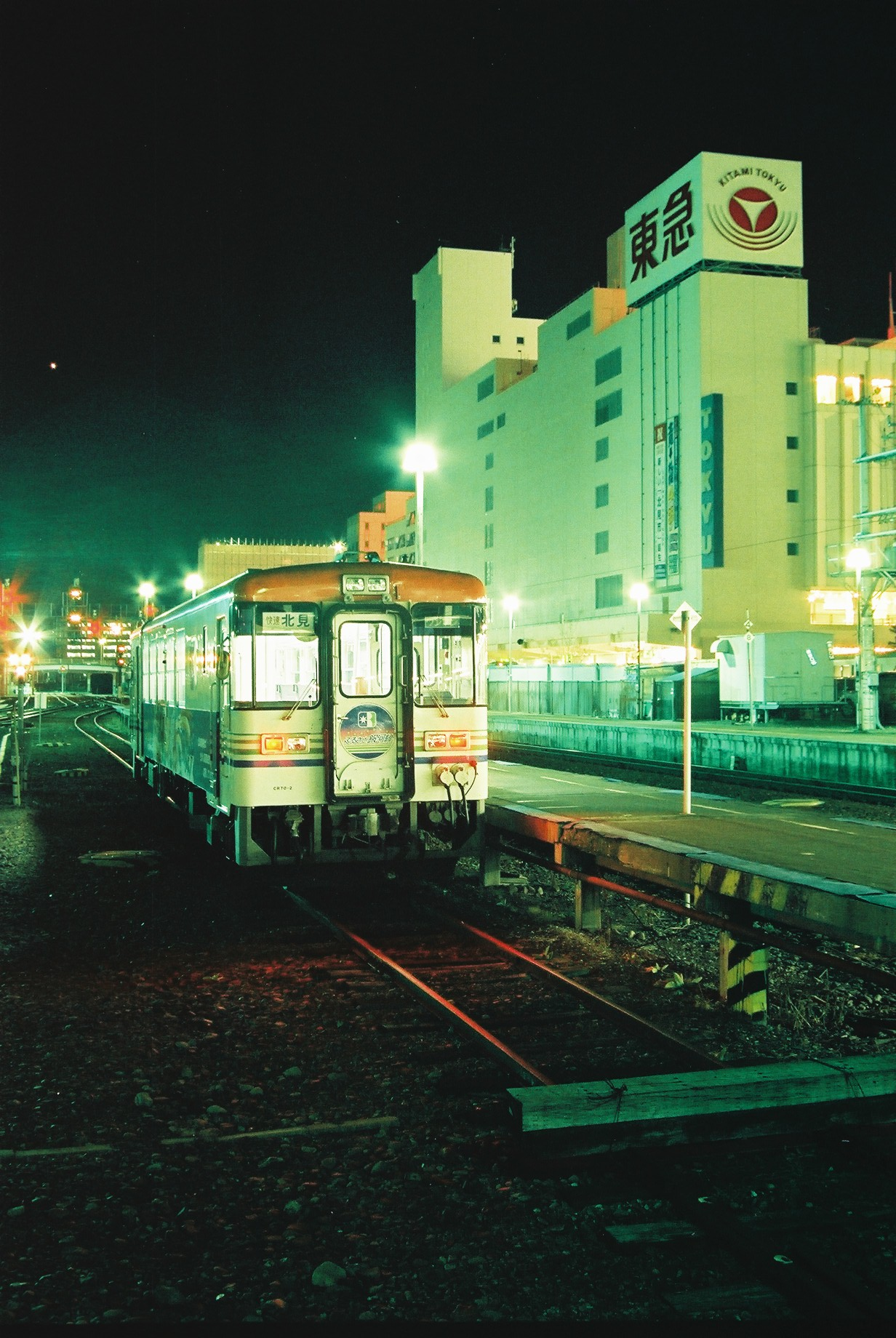
旧3番のりばに停車中のふるさと銀河線CR70形気動車（2005年11月）

### 日本貨物鉄道（JR貨物）
JR貨物の駅は旅客駅舎の北東にある。1面1線のコンテナホームを有している。コンテナ貨物の取扱駅で、ここでは12 ftコンテナのみを取り扱っている。ホーム上に営業窓口の日本貨物鉄道北海道支社JR貨物道北支店北見営業所が設置されている。
当駅の取扱品はタマネギなどの農産物が多いため、季節によって取扱量が大きく変動する。そのため収穫期の秋・冬季のみ貨物列車が発着し、それ以外の時期はトラック便のみが運行される。なおトラック便は1年を通して運行されている。臨時高速貨物列車は北旭川駅・札幌貨物ターミナル駅との間に1日3往復、トラック便は北旭川駅との間に1日5往復設定されている。農産物以外の主要取扱品には、廃乾電池・廃蛍光灯がある。これらは日本国内各地からコンテナで当駅まで輸送され、北見市内にある廃乾電池・廃蛍光灯処理施設の野村興産イトムカ鉱業所（イトムカ鉱山）へ送られる。

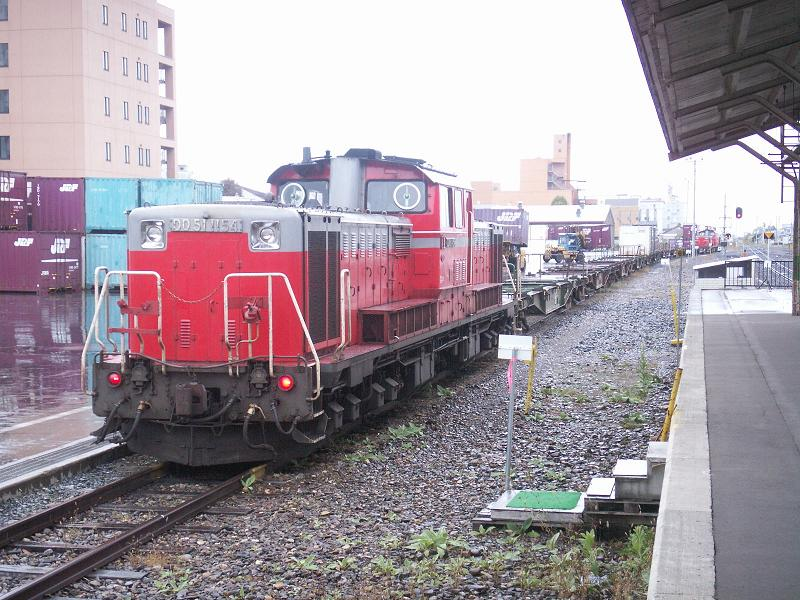
北見駅貨物ホーム（2007年10月）

## 利用状況

### 旅客
乗車人員の推移は以下のとおり。年間の値のみ判明している年については、当該年度の日数で除した値を括弧書きで1日平均欄に示す。乗降人員のみが判明している場合は、1/2した値を括弧書きで記した。
また、「JR調査」については、当該の年度を最終年とする過去5年間の各調査日における平均である。
| 年度               | 乗車人員 | 乗車人員 | 乗車人員 | 出典               | 備考 |
| 年度               | 年間     | 1日平均  | JR調査   | 出典               | 備考 |
| ------------------ | -------- | -------- | -------- | ------------------ | ---- |
| 1978年（昭和53年） |          | 3,058    |          | [ 21 ]             |      |
| 2002年（平成14年） |          | 1,201    |          | [ # 2 ]            |      |
| 2003年（平成15年） |          | 1,219    |          | [ # 2 ]            |      |
| 2004年（平成16年） |          | 1,147    |          | [ # 2 ]            |      |
| 2005年（平成17年） |          | 1,100    |          | [ # 2 ]            |      |
| 2006年（平成18年） |          | 1,001    |          | [ # 2 ]            |      |
| 2007年（平成19年） |          | 946      |          | [ # 2 ]            |      |
| 2008年（平成20年） |          | 940      |          | [ # 3 ]            |      |
| 2009年（平成21年） |          | 840      |          | [ # 3 ]            |      |
| 2010年（平成22年） |          | 810      |          | [ # 3 ]            |      |
| 2011年（平成23年） |          | 830      |          | [ # 3 ]            |      |
| 2012年（平成24年） |          | 858      |          | [ # 3 ]            |      |
| 2013年（平成25年） |          | 823      |          | [ # 4 ]            |      |
| 2014年（平成26年） |          | 781      |          | [ # 4 ]            |      |
| 2015年（平成27年） |          | 771      |          | [ # 4 ]            |      |
| 2016年（平成28年） |          | 743      | 786.4    | [ JR北 2 ] [ # 5 ] |      |
| 2017年（平成29年） |          | 718      | 767.8    | [ JR北 3 ] [ # 5 ] |      |
| 2018年（平成30年） |          | 704      | 703.8    | [ JR北 4 ] [ # 6 ] |      |
| 2019年（令和元年） |          | 648      | 675.2    | [ JR北 5 ]         |      |
| 2020年（令和02年） |          | 474      | 613.2    | [ JR北 6 ]         |      |
| 2021年（令和03年） |          | 467      | 563.0    | [ JR北 7 ]         |      |
| 2022年（令和04年） |          | 467      | 503.8    | [ JR北 8 ]         |      |
| 2023年（令和05年） |          | 473      | 494.0    | [ JR北 9 ]         |      |

### 貨物
「北見市統計書」によると、近年の年間輸送貨物実績は以下のとおり。
| 年度               | 年間貨物トン数 | 年間貨物トン数 |         |
| 年度               | 発送           | 到着           | 出典    |
| ------------------ | -------------- | -------------- | ------- |
| 2003年（平成15年） | 244,344        | 44,730         | [ # 2 ] |
| 2004年（平成16年） | 238,721        | 46,820         | [ # 2 ] |
| 2005年（平成17年） | 230,620        | 66,315         | [ # 2 ] |
| 2006年（平成18年） | 241,725        | 58,772         | [ # 2 ] |
| 2007年（平成19年） | 277,375        | 63,486         | [ # 2 ] |
| 2008年（平成20年） | 286,997        | 57,370         | [ # 3 ] |
| 2009年（平成21年） | 280,758        | 53,777         | [ # 3 ] |
| 2010年（平成22年） | 252,617        | 48,726         | [ # 3 ] |
| 2011年（平成23年） | 264,447        | 44,887         | [ # 3 ] |
| 2012年（平成24年） | 278,469        | 49,972         | [ # 3 ] |
| 2013年（平成25年） | 227,669        | 46,407         | [ # 4 ] |
| 2014年（平成26年） | 295,310        | 47,100         | [ # 4 ] |
| 2015年（平成27年） | 310,232        | 49,667         | [ # 4 ] |
| 2016年（平成28年） | 329,167        | 48,142         | [ # 4 ] |
| 2017年（平成29年） | 309,527        | 48,191         | [ # 6 ] |
| 2018年（平成30年） | 302,965        | 50,897         | [ # 6 ] |
| 2019年（令和元年） | 318,590        | 49,456         | [ # 6 ] |

## 駅周辺

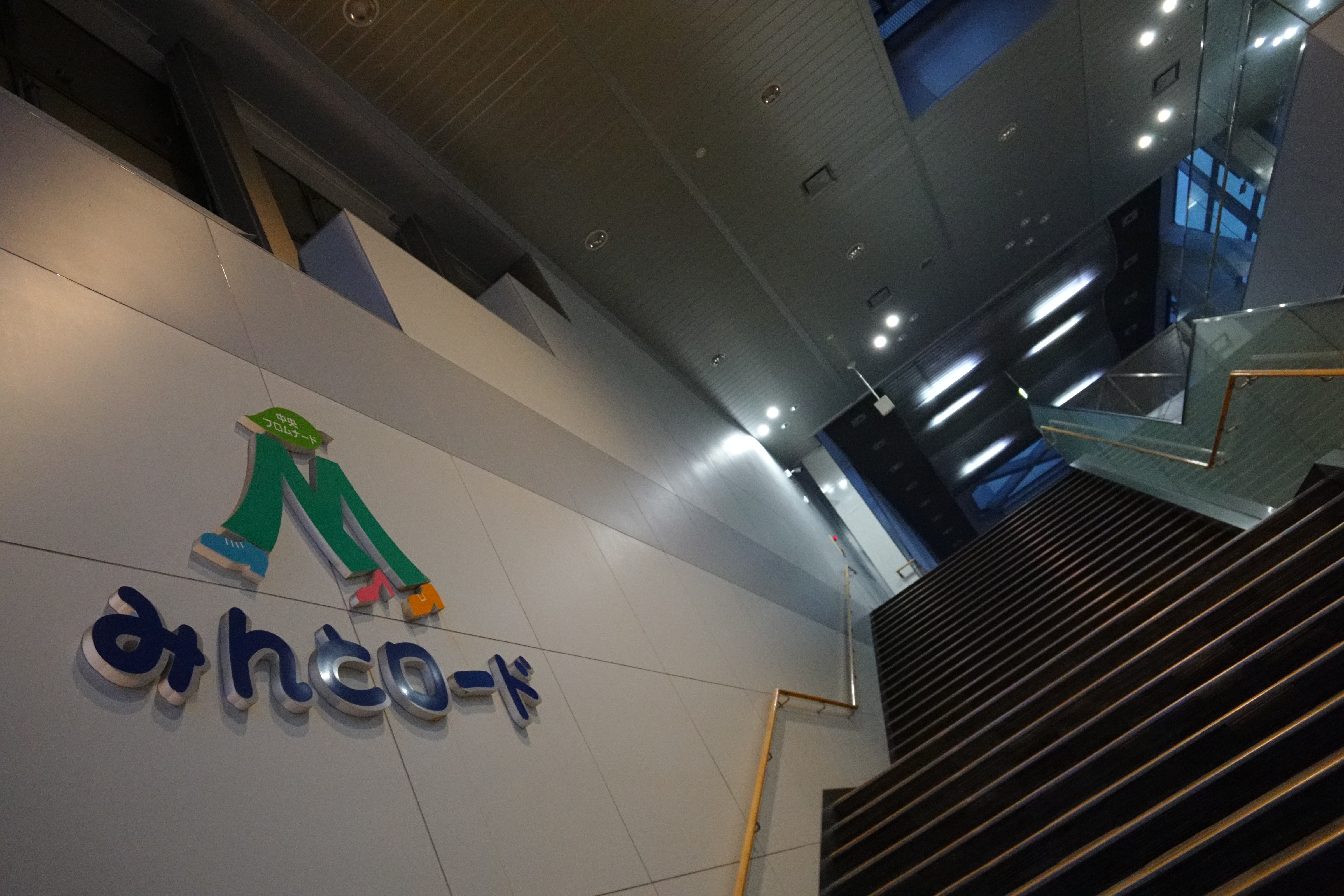
みんとロード

周辺は北見市の中心市街地となっている。北見工業大学、野付牛公園、東陵公園へは車で約10分、北見市民会館（北見市中央公民館）、北見ハッカ記念館・薄荷蒸溜館へは車で約5分のアクセス。駅南側へは隣接する中央プロムナード（みんとロード）を渡る。

### 改札口側
- まちきた大通ビル（パラボ）
- 北見警察署駅前交番
- 北見信用金庫本店
- ホテルルートインGrand北見駅前
- 東横INN北見駅前
- 北見信用金庫 本店
- 北大学力増進会北見本部（進学会）
- コンフォートホテル北見
- ホテルルートイン北見大通西
- 北見練成会本校（練成会グループ）
- 日本通運北見支店
- ホテルパコJr.北見
- 北海道銀行北見支店
- 北見第一ホテル
- ホテルにしの家
- 清月一番街本店
- 北洋銀行北見中央支店
- 北見道新文化センター
- 小林病院
- 網走信用金庫北見支店
- 北見ピアソンホテル
- スーパーホテル北見
- ドーミーイン北見
- 小公園
- 北見赤十字病院
- 北海道立北見病院
- 北見郵便局
- 北見北斗病院
- ホテルベルクラシック北見（ベルクラシック）
- ホテル黒部
- ホテルクラウンヒルズ北見
- ピアソン記念館

### 駅南側
- 北見市立中央図書館
- 北見芸術文化ホール（きた・アート21）
- オホーツク木のプラザ
- アクロス北見
  - スーパーアークス桜町店
  - ツルハドラッグ桜町店
  - DCM桜町店
- 北見ハッカ記念館

## バス路線

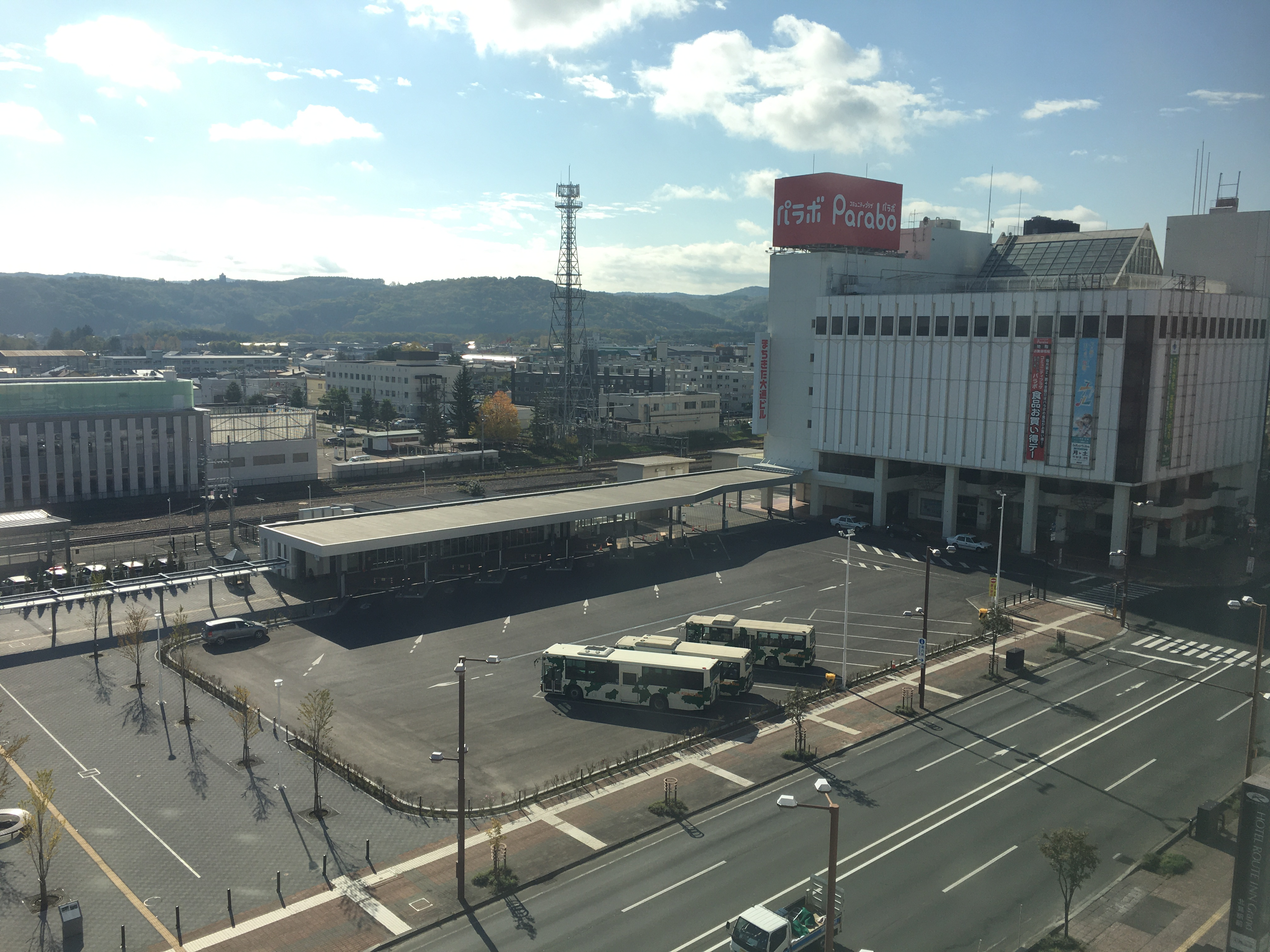
交通広場・北見バスターミナル（2020年10月）

北見バスターミナル
駅を出て左手。道路を隔てて隣接するまちきた大通ビル（パラボ）1階に設置されていたが、北見市都市再生整備事業に伴い2018年（平成30年）12月15日に駅前広場へ移転。北見市内線「大通」、郊外線「北見」、都市間バス「北見バスターミナル」と呼称が異なるが、北見市内線の一部を除きバスターミナルのりばに発着。各路線、北海道北見バスが運行（都市間バスに共同運行便、網走バス単独運行便あり）。
「北見駅」停留所
駅を出て右手。北海道北見バスの北見市内線の一部と美幌方面郊外線が停車。
「北見駅前（南口）」停留所
駅出入口付近より跨線橋を渡った駅舎反対側。北海道バスの都市間バスが発着。

## 隣の駅
北海道旅客鉄道（JR北海道）
■石北本線

■普通
西北見駅 (A59) - 北見駅 (A60) - 柏陽駅 (A61)

### かつて存在した路線
北海道ちほく高原鉄道
ふるさと銀河線
北光社駅 - 北見駅